# جيمس ألين (سياسي نيوزلندي)
جيمس ألين (بالإنجليزية: James Allen)‏ هو دبلوماسي وسياسي نيوزلندي، ولد في 10 فبراير 1855 في أديلايد في أستراليا، وتوفي في 28 يوليو 1942 في دنيدن في نيوزيلندا. حزبياً، نشط في Reform Party (New Zealand) ‏. وقد انتخب وزير التعليم ‏ وانتخب وزير المالية ‏ وانتخب عضو مجلس النواب النيوزيلندي عن دائرة Dunedin East ‏ (1887 – 1890).